# Valeriana petrophila
Valeriana petrophila är en kaprifolväxtart som beskrevs av Aleksandr Andrejevitj Bunge. Valeriana petrophila ingår i släktet vänderötter, och familjen kaprifolväxter. Inga underarter finns listade i Catalogue of Life.